# Breakwater
Breakwater – polski zespół jazzowy, powstały jesienią 1978 roku w Szczecinie. W schyłkowej fazie działalności, funkcjonując pod nazwą Electric Breakwater został rozwiązany wiosną 1982 roku w Stanach Zjednoczonych, gdzie po latach został reaktywowany i działał w latach 1993–1999, w zmienionym składzie.

## Kulisy powstania zespołu
W szczecińskim klubie „Pinokio” doszło do spotkania saksofonisty Krzysztofa Medyny, który po kilkuletnim pobycie w Szwecji powrócił do Szczecina, i pianisty Andrzeja Winnickiego, który wraz ze swoim zespołem Anrtidotum występował w klubie. Obydwaj muzycy, zdecydowali o powołaniu do życia pierwszej profesjonalnej grupy jazzowej w Szczecinie, która po kilkumiesięcznych próbach przyjęła nazwę „Breakwater”. W jej skład weszli także inni byli muzycy Antidotum, a mianowicie: Marek Kazana (saksofon), Jacek Głowacki (instrumenty perkusyjne) i Roman Rączy (perkusja), a także nowy muzyk – Bogusław „Fuciek” Fortunka (gitara basowa). Kompozytorem większości repertuaru był Andrzej Winnicki. W szczecińskim klubie „Trans”, muzycy rozpoczęli przygotowania do festiwalu Jazz nad Odrą we Wrocławiu. Ze względu na pokrywający się z terminami egzaminów, termin występu; studiujący na Politechnice Szczecińskiej Jacek Głowacki podjął decyzję o odejściu z zespołu.

## Pierwsze sukcesy, działalność koncertowa i nagrania radiowe
W marcu 1979 roku, już jako kwintet, formacja Breakwater, zdobyła na festiwalu Jazz nad Odrą główną nagrodę w kategorii zespołowej, zaś Krzysztof Medyna został uznany za najlepszego instrumentalistę festiwalu (ex aequo z wrocławskim tubistą Dominikiem Wittem). Niedługo po zakończeniu się wrocławskiej imprezy, w miejsce Romana Rączego do grupy dołączył perkusista Stanisław Kasprzyk, którego miejsce z końcem 1979 roku zajął Józef Eliasz. Po pierwszych sukcesach, zespół pod patronatem Szczecińskiej Agencji Artystycznej, dokonał licznych nagrań dla rozgłośni radiowych w Opolu, Lublinie, Szczecinie. We wrześniu 2022 roku nakładem wytwórni Gad Records ukazał się album zawierające te właśnie nagrania z lat 1979–1980. W latach 1980–1981 Breakwater uczestniczył także w sesjach nagraniowych muzyki do przedstawień wystawianych w szczecińskich teatrach. 
Koncerty i ważniejsze imprezy muzyczne (wybór)
- 22-23 marca 1979: XVI Festiwal Jazz nad Odrą (koncerty konkursowe, Dom Kultury Budowlanych, Wrocław)
- 24 marca 1979: XVI Festiwal Jazz nad Odrą (koncert laureatów, Hala Ludowa, Wrocław)
- 5-8 maja 1979: Międzynarodowa Wiosna Estradowa w (Poznaniu) – udział w koncercie Promocje jazzowe
- 1-2 czerwca 1979: Jazz w Filharmonii (Filharmonia Szczecińska, Szczecin)
- 13 lipca 1979: I Muzyczny Camping w (Lubaniu) – udział w koncercie „Jazz by Night”
- 12 października 1979: Dom Kultury „Kolejarz” (Gorzów Wielkopolski)
- 11-12 kwietnia 1980: I Poznańskie Dni Komedy (Poznań)
- 1980: Studenckie Centrum Kultury „Trans” (Szczecin)
- 6 lipca 1980: II Muzyczny Camping w Lubaniu – udział w koncercie „Jazz II”
- 29 listopada 1980 – VI Pomorska Jesień Jazzowa (Bydgoszcz)
- Zespół występował także poza granicami kraju: W klubie „Parnas” w Pradze i w klubie jazzowym w Odessie

## Electric Breakwater
W 1981 zespół rozpoczął działalność koncertową pod egidą bydgoskiego oddziału PSJ, posługując się nazwą „Electric Breakwater” i występując z lżejszym, funkowym repertuarem, w częściowo zmienionym składzie, który od tego momentu tworzyli: Bogusław Fortunka (śpiew, gitara basowa), Krzysztof Medyna (saksofon altowy i tenorowy), Andrzej Winnicki (pianino, pianino elektroniczne), Janusz Weiss instrumenty klawiszowe), Zbigniew Kaute (gitara), Piotr Put (skrzypce) i Zbigniew Nowak (perkusja). W tym okresie muzycy zarejestrowali kilka utworów w PR Szczecin i w PR Bydgoszcz (w tym cztery wokalno-instrumentalne). W czerwcu 1981 roku grupa wystąpiła podczas XIX Krajowego Festiwalu Piosenki Polskiej w Opolu, prezentując w koncercie „Premiery” utwór pt. Tak żyjesz (na festiwalu muzycy wystąpili pod spolszczoną nazwą „Elektryczny Falochron)”. W latach 1981–1983 Andrzej Winnicki, Bogusław Fortunka, Piotr Put i Marek Kazana brali udział w sesjach radiowych szczecińskiej grupy Sklep z Ptasimi Piórami, które ukazały się na płycie dopiero w 1996 roku.

## Współpraca z piosenkarzem Jerzym Połomskim, emigracja i rozpad zespołu[5]
Obok działalności jazzowej, członkowie kwintetu podjęli się także działalności zarobkowej, chcąc zakupić m.in. lepsze instrumenty muzyczne. W lutym 1979 roku muzycy Breakwater podpisali intratny kontrakt na występy z Jerzym Połomskim, któremu akompaniował w okresie od lutego 1979 do listopada 1981, a więc wpierw w oryginalnym składzie jako Breakwater, a następnie w nieco zmienionym pod szyldem Electric Breakwater w Polsce, jak i w innych krajach ówczesnego Bloku wschodniego (Czechosłowacja, NRD i ZSRR). W grudniu 1981 roku zespół wraz z Jerzym Połomskim i z innymi polskimi artystami planował odbyć tournée po Stanach Zjednoczonych. Plany te pokrzyżowało wprowadzenie w kraju stanu wojennego (ze względu na wiek poborowy Piotr Put nie otrzymał paszportu). Pozostałym muzykom udało się wyjechać do USA w styczniu 1982 roku, zaś wiosną po trzymiesięcznej trasie koncertowej z Połomskim, obejmującej 11 stanów – zespół przestał istnieć. Po około półrocznym pobycie w USA, Zbigniew Kaute, Janusz Weiss i Zbigniew Nowak wrócili do Polski, natomiast Krzysztof Medyna, Andrzej Winnicki i Bogusław Fortunka podjęli decyzję o zamieszkaniu w Stanach Zjednoczonych.

## Reaktywacja
W 1993 roku obydwaj liderzy K. Medyna i A. Winnicki reaktywowali Breakwater w Nowwym Jorku, w polsko-amerykańskim składzie; do współpracy zapraszając gitarzystę Holdena Nagelberga i perkusistę Dave'a Anthony'ego. Zespół występował w popularnych nowojorskich klubach: „The Five Spot”, „Bar 55”, „Zanzibar”, „Club Bene”, „Down Town”, „Fireplace” i „Van Gogh’s Ear”, a także podczas „Nocy Świętojańskiej” (Klub Deco, Nowy Jork, 19 czerwca 1993), oraz biorąc udział w imprezie Polish Jazz Festival in the USA (Nowy Jork, Chicago, listopad 1994). W 1999 roku muzycy przystąpili do nagrywania swojej debiutanckiej na merykańskim rynku płyty In the Bush, której wydawcą została wytwórnia J-Bird Records. Jej producentem i kompozytorem większości utworów był Andrzej Winnicki. W nagraniu albumu wzięli udział gościnnie: basista Mark Egan (Pat Metheny Group) i perkusista Rodney Holmes (Carlos Santana Group). Nagrań dokonano w Just In Dreams Studios South Orange w Nowym Jorku. Tuż przed wydaniem płyty (7 lutego 2000) okazało się, że w latach 70. działała już w Stanch Zjednoczonych, rhythm and bluesowa grupa o tej samej nazwie, tak więc zespół zmuszony był do zmiany szyldu, w drodze kompromisu powracając do nazwy „Electric Breakwater” z 1981 roku. W początkach 2023 roku K. Medyna i A. Winnicki, chcąc zaproponować swego rodzaju kontynuację dawnego projektu muzycznego, który przed laty przyniósł im rozgłos – przemianowali nazwę swojej grupy WM Project na WM Project/Breakwater.

## Dyskografia

### Breakwater
- 2022: Breakwater (Gad Records GAD CD 209 – nagrania archiwalne z lat 1979–1980)
- 2023: Live in New York City 1993-95 (WM Records WMD 0-358852-5)

### Electric Breakwater
- 1999: In the Bush (J-Bird Records B00004TLWX)